# Adrian Andreew
Adrian Andreew (bulgarisch Адриан Андреев; englisch Adrian Andreev; * 12. Mai 2001 in Sofia) ist ein bulgarischer Tennisspieler.

## Karriere
Andreew spielt hauptsächlich auf der Junior Tour. Dort ist er noch bis Ende 2019 spielberechtigt. Sein größter Erfolg dort ist der Gewinn des Turniers Eddie Herr ITF, ein Turnier der dritthöchsten Turnierkategorie. Aktuell rangiert er auf Rang 25 der Junior-Rangliste, seine beste Notierung datiert auf den 1. Januar 2018, als er auf Platz 23 stand. Anfang 2018 spielte er erstmals ein Junior-Grand-Slam-Turnier in Australien.
Bei den Profis spielte Andreew noch wenige Turniere: Erstmals 2016, als er 15-jährig, auch das erste und bislang einzige Mal ein Profimatch gewinnen konnte. Dadurch wurde er auch in der Weltrangliste geführt. Im Februar 2018 bekam er in seinem Heimatort Sofia eine Wildcard für den Einzelwettbewerb und wurde damit zum ersten Spieler des Jahrgangs 2001 oder jünger, der in einem ATP-Hauptfeld stand. Gegen Denis Istomin verlor er glatt in zwei Sätzen.
2018 gab er sein Debüt für die bulgarische Davis-Cup-Mannschaft.

## Erfolge
| Legende (Anzahl der Siege)  |
| Grand Slam                  |
| ATP World Tour Finals       |
| ATP World Tour Masters 1000 |
| ATP World Tour 500          |
| ATP World Tour 250          |
| ATP Challenger Tour (1)     |

### Einzel

#### Turniersiege
| Nr. | Datum             | Turnier | Belag | Finalgegner     | Ergebnis |
| --- | ----------------- | ------- | ----- | --------------- | -------- |
| 1.  | 1. September 2024 | Porto   | Sand  | Carlos Taberner | 6:3, 6:0 |